# Prilozi
Prilozi su uglavnom nepromjenjiva vrsta riječi koje se najčešće prilažu ispred glagola, Koriste se i za izražavanje pitanja. a mogu uvoditi i odnosne ili relativne rečenice. U takvim rečenicama uvijek su zamjenjivi zamjeničkim relativizatorom koji. Zato ih se naziva i priložnim relativnim zamjenicama. Neki lingvisti ih nazivaju i zamjeničkim prilozima.
Ne slažu se svi jezikoslovci o obuhvatu pojma priloga. Težak i Babić za njih uzimaju nepromjenjive riječi koje se najčešće dodaju glagolima za označavanje mjesta  (ovdje), vremena  (nikada), namjere  (uzalud), načina  (onako), uzroka  (zato) i količine  (malo) radnje, no tvrde i da se mogu dodati pridjevima  (prilično dobar), prilozima  (malo prije) i imenicama  (nekoliko dječaka).

## Vremenski prilozi
Pitanja: kada? otkada? dokada?
- kada?

danas, večeras, noćas, jučer, sinoć, preksinoć, danas, sutra, preksutra, ljetos, proljetos, jesenas, zimus, proljeti, ljeti, jeseni, zimi, nadlani, preklani, obdan, obnoć, odmah, smjesta, sada, tada, onda, ikada, bilo kada, nikada, nekada, ponekad, katkad, uvijek, svagda, često, rijetko, rano, kasno, prije, poslije, potom, nedavno, skoro, uskoro, napokon...
- otkada?

odsad, otad, oduvijek, odavna, odmalena...
- dokada?

dosad, dotad, dogodine, dovečer...

## Mjesni prilozi
Grupa mjesnih zamjeničkih priloga koji primarno označavaju statičnost rabi se mnogo češće od grupa koje primarno označavaju dinamičnost, a daleko je najučestaliji prilog tu.
Odgovaraju na pitanja: gdje? kamo? kuda? odakle? dokle? otkuda? dokud?
- gdje?

ovdje, tu, ondje, negdje, igdje, nigdje, onegdje, gore, dolje, unutra, vani, sprijeda, straga...
- kamo?

ovamo, onamo, tamo, nekamo, nikamo, ikamo, naprijed, natrag...
- kuda?

ovuda, onuda, tuda, nikuda, nekuda, ikuda, kojekuda...
- otkuda? odakle?

odavde, otud, odatle, odonud, niotkuda, odozgo, odozdo, odostraga, izdaleka, izvana, izbliza...
- dokle? dokud?

donekle, dovle, dotle, donle

## Načinski prilozi
Pitanje: kako?
- kako?

onako, ovako, tako, slučajno

## Uzročni prilozi
Pitanja: zašto? zbog čega?
- zašto? zbog čega?

zato, stoga

## Posljedični prilozi
Pitanja: s kojom posljedicom/ishodom?
- s kojom posljedicom?

uzalud, uzaman, utaman

## Količinski prilozi
Pitanja: koliko? koliko puta?
- koliko?

ovoliko, toliko, onoliko, nekoliko, malo, premalo, više, previše, prekoviše, najviše, ponajviše, manje, najmanje, ponajmanje, dosta, odveć, opet, još, sasvim, potpuno, previše
- koliko puta?

jedanput, dvaput, triput, stoput

## Vanjske poveznice
- Priložne oznake u novijim hrvatskim priručnicima